# Mangora leverger
Mangora leverger là một loài nhện trong họ Araneidae.
Loài này thuộc chi Mangora. Mangora leverger được Herbert Walter Levi miêu tả năm 2007.